# Assemblée citoyenne
Ne doit pas être confondu avec Assemblée de citoyens ou Convention citoyenne.
 (avril 2019).
 (13 avril 2019).
Améliorez-le ou discutez des points à vérifier. 
L'assemblée citoyenne est une institution qui a pour objectif de permettre aux individus qui composent le peuple d'exprimer et d'exercer directement le pouvoir politique.

## Composition de l'assemblée
Sur le modèle des assemblées de village ou de lutte[précision nécessaire], l'assemblée est ouverte à tous les citoyens hommes et femmes. Au sein d'une assemblée citoyenne nationale représentant plusieurs millions d'habitants, ce sont des citoyens mandatés par les assemblées populaires et choisis en fonction de leur appartenance à une catégorie sociale qui représentent le peuple (employés - ouvriers - cadres - professions libérales - fonctionnaires - agriculteurs - commerçants - entrepreneurs - étudiants - inactifs). Le choix de ces représentants s'effectue de plusieurs manières (vote - consensus, etc) et pour un mandat impératif et limité.
De nombreux pays dans le monde possèdent des mécanismes (référendum, assemblées populaires, initiative populaire) qui relèvent de la démocratie directe ou semi-directe.

### Rôle de l'assemblée
Le rôle de cette assemblée est de proposer et de voter les lois et si nécessaire de nommer un gouvernement capable d'administrer et de gérer la politique du pays en respectant la volonté et les décisions du peuple réuni en assemblée.

### Exemples récents
Parmi les exemples importants et récents de fonctionnement en assemblée citoyenne (ou assemblée générale) aux XXe et XXIe siècles, on peut citer :
- le mouvement de mai 1968 en France ;
- les plenum en Bosnie vers 1968
- les assemblées ouvrières de 1969 et le mouvement autonome des années 1970 en Italie.
- le mouvement des indignés de la Puerta del Sol le 15 mai 2011 (en Espagne en Europe et dans les pays hispaniques), s'inscrivant dans la continuité temporelle du printemps arabe et sa volonté de démocratie générale
- l'espoir d'expérimenter la démocratie directe s'est ensuite propagé en septembre 2011 sur le continent nord-américain par le mouvement Occupy Wall Street qui s'est étendu à la plupart des États américains ainsi que dans de nombreuses capitales mondiales, sous le nom générique d'Occupy et dans environ 1 500 villes de 82 pays.
- Les connexions entre anonymes, printemps arabe, indignés (15M) et occupy sont fortes, ainsi qu'avec de nombreux combats mondiaux (globaux). En 2015, la transformation de certains groupes en unités politiques, comme Podemos, a débouché sur la prise politique de certaines municipalités espagnoles, dont Barcelone et Madrid [2],[3].
- Créé en mars 2016, le mouvement Nuit debout veut promouvoir la démocratie directe, au moyen d'assemblées générales et de commissions[4].

## Philosophes et courants de pensée proches de l'assemblée citoyenne

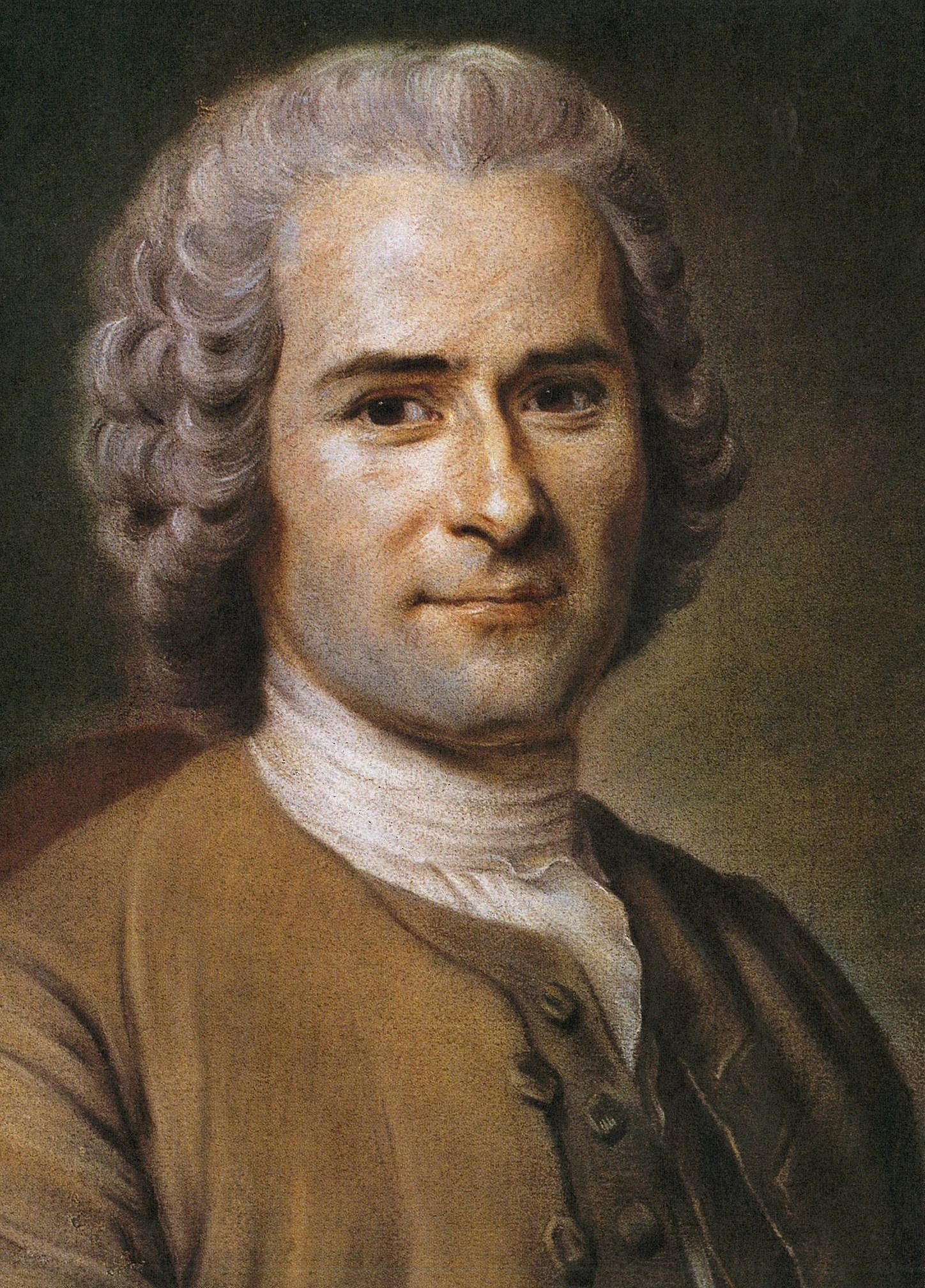
Portrait de Jean-Jacques Rousseau (1712-1778) par Quentin de La Tour.

### Siècle des Lumières
Au XVIIIe siècle, l'Europe redécouvre l'idéal républicain avec Jean-Jacques Rousseau, théoricien de la souveraineté populaire, et les encyclopédistes qui sont les Lumières. L'auteur de Du contrat social (1762) préconise un régime représentatif dans lequel le peuple souverain délègue le pouvoir exécutif aux élus avec des limites importantes. Critique envers un pouvoir législatif représentatif sans conditions, il mentionne avec ironie les Anglais se croyant libres alors qu'ils ne l'étaient que le jour de l'élection des membres du parlement, redevenant ensuite esclaves . Il élabora un  Projet de constitution pour la Corse en 1765.
Inspiré des comices romaines, Rousseau dessine un modèle d'assemblée où le corps souverain, c'est-à-dire le peuple, délibère des lois sans déléguer son pouvoir législatif à des représentants. Toutefois, conscient des difficultés qu'une telle constitution politique représente, il pose des conditions à la véritable République; La cité doit être assez petite pour que de manière périodique, l'ensemble des citoyens puissent se rassembler pour délibérer sur le maintien des anciennes lois, et pour l'établissement de nouvelles. Dans le cas où il serait impossible de réduire la taille de l'état, il faudrait abandonner le principe de capitale pour privilégier une alternance de villes où le gouvernement et les assemblés siègent. 
Les régimes modernes, qui se mettent progressivement en place dans le sillage de la Révolution française et de la Constitution américaine de 1787 sont principalement fondés sur la représentation et l'élection. C'est la principale critique qui leur est faite : mise en avant du « peuple », mais gouvernement d'une nouvelle oligarchie qui se fera « élire ».
En 1792, Maximilien de Robespierre, Jean-François Varlet et le Marquis de Sade[Quoi ?]. Ce dernier écrit Idée sur le mode de la sanction des Lois et défend dans une assemblée primaire la démocratie directe.
Ultérieurement, d'autres philosophes, tels Proudhon ou Kropotkine, fonderont ou affirmeront le courant politique anarchiste dont l'une des bases est la démocratie directe.
Cornelius Castoriadis est l'un des derniers philosophes à avoir consacré une large part de sa réflexion à l'idée de démocratie directe, qu'il défendit comme composante centrale du « projet d'autonomie » qu'il développa, celui-ci se donnant pour ambition d'établir une autonomie (liberté) aussi bien collective qu'individuelle. Il était ainsi fortement critique envers les systèmes représentatifs, qu'il considérait non pas comme des démocraties mais plutôt comme des « oligarchies libérales », en ce que, loin de permettre à tous les citoyens d'exercer le pouvoir politique, elles impliquent la constitution d'une classe de politiciens, qui une fois élus, ne peuvent être révoqués en dehors des élections périodiques.

### Anarchistes et conseillistes
Les conseillistes, certains syndicalistes-révolutionnaires et certains anarchistes sont partisans de la démocratie directe en assemblée citoyenne ou communale.
- Pour les conseillistes (appelés aussi communistes de conseils), la démocratie directe doit prendre la forme de conseils ouvriers.
- Pour les anarcho-syndicalistes, l'organisation d'une société  communiste libertaire se fonde sur un partage des décisions entre deux principales instances fédérées : organisation de la production via les syndicats ; organisation de la vie quotidienne via les collectivités ou communes.
- Pour la plupart des syndicalistes-révolutionnaires, ce sont les syndicats qui doivent être les structures de la démocratie directe.
- Certains communistes libertaires ne se reconnaissent pas dans l'anarcho-syndicalisme et préfèrent des formes de démocratie directe de type communal (voir Municipalisme libertaire et Murray Bookchin).

Le choix du vote (élection) et/ou du consensus pour les prises de décisions reste un sujet de discussions parmi toutes ces tendances. A contrario, on peut qualifier d'autres formes de démocratie comme partielles ou incomplètes.